# TM7SF2
TM7SF2 (англ. Transmembrane 7 superfamily member 2) – білок, який кодується однойменним геном, розташованим у людей на короткому плечі 11-ї хромосоми. Довжина поліпептидного ланцюга білка становить 418 амінокислот, а молекулярна маса — 46 406.
| 10         |  | 20         |  | 30         |  | 40         |  | 50         |
| ---------- |  | ---------- |  | ---------- |  | ---------- |  | ---------- |
| MAPTQGPRAP |  | LEFGGPLGAA |  | ALLLLLPATM |  | FHLLLAARSG |  | PARLLGPPAS |
| LPGLEVLWSP |  | RALLLWLAWL |  | GLQAALYLLP |  | ARKVAEGQEL |  | KDKSRLRYPI |
| NGFQALVLTA |  | LLVGLGMSAG |  | LPLGALPEML |  | LPLAFVATLT |  | AFIFSLFLYM |
| KAQVAPVSAL |  | APGGNSGNPI |  | YDFFLGRELN |  | PRICFFDFKY |  | FCELRPGLIG |
| WVLINLALLM |  | KEAELRGSPS |  | LAMWLVNGFQ |  | LLYVGDALWH |  | EEAVLTTMDI |
| THDGFGFMLA |  | FGDMAWVPFT |  | YSLQAQFLLH |  | HPQPLGLPMA |  | SVICLINATG |
| YYIFRGANSQ |  | KNTFRKNPSD |  | PRVAGLETIS |  | TATGRKLLVS |  | GWWGMVRHPN |
| YLGDLIMALA |  | WSLPCGVSHL |  | LPYFYLLYFT |  | ALLVHREARD |  | ERQCLQKYGL |
| AWQEYCRRVP |  | YRIMPYIY   |  |            |  |            |  |            |

A: Аланін

C: Цистеїн

D: Аспарагінова кислота

E: Глутамінова кислота

F: Фенілаланін

G: Гліцин

H: Гістидин

I: Ізолейцин

K: Лізин

L: Лейцин

M: Метіонін

N: Аспарагін

P: Пролін

Q: Глутамін

R: Аргінін

S: Серин

T: Треонін

V: Валін

W: Триптофан

Кодований геном білок за функцією належить до оксидоредуктаз. 
Задіяний у таких біологічних процесах, як метаболізм ліпідів, метаболізм холестеролу, метаболізм стероїдів, метаболізм стеролів, біосинтез ліпідів, біосинтез холестеролу, біосинтез стероїдів, біосинтез стеролів, альтернативний сплайсинг. 
Білок має сайт для зв'язування з НАДФ. 
Локалізований у мембрані, ендоплазматичному ретикулумі, мікросомах.